# Латышев, Анатолий Евгеньевич
Анатолий Евгеньевич Латышев (10 октября 1949, Кемерово — 13 октября 2021, Москва) — советский и российский цирковой артист, клоун. Заслуженный артист Российской Федерации (2002).

## Биография
Родился в семье цирковых артистов, гастролировавших в то время по Сибири.
Отец — Евгений Григорьевич Латышев и мать — Августа Константиновна Ротман — были создателями и исполнителями иллюзионных номеров «Цветочный дождь», «Живая говорящая голова» (мнемотехника).
В 1953 году лишился отца и, будучи трёхлетним ребёнком, остался на попечении бабушки — Латышевой Софии Ивановны. Город Саратов стал городом детства и периода юности.
По окончании средней школы учился в Саратовском государственном университете на физфаке, но не окончил его, и в 1969 году, увлёкшись цирковым искусством, поступил в народный цирковой коллектив в г. Кемерово. В коллективе получил свои фундаментальные базовые знания и навыки под руководством  талантливого педагога Алексея Вуколовича Шапошникова, который вырастил не одно поколение выдающихся артистов цирка.
Далее — учёба в филиале московского циркового училища (г. Уфа), работа цирковым униформистом, руководство детским цирковым коллективом, работа артистом — эквилибристом, акробатом — эксцентриком в Новосибирском цирке на сцене, Белгородской филармонии, Ленинградском цирке на сцене.
В 1976 после репетиционного периода в Московской дирекции по подготовке цирковых программ выпущены номера «Эквилибр на катушках» и парная ковёрная клоунада с партнёршей Екатериной Михайловной Можаевой (творческие псевдонимы — Антон и Антошка). Также вместе они вели выпуск «Весёлый гном» в передаче «Спокойной ночи, малыши».
Дуэт имел авторский репертуар, в большинстве своём написанный Анатолием Латышевым. За период успешной работы во Всесоюзном объединении «Союзгосцирк» дуэт объездил практически весь Советский Союз, побывал на гастролях в Финляндии, Японии, Корее, Бразилии, Аргентине, Колумбии. В 1986 о творчестве дуэта снят документальный фильм «Клоуны». В 1987 году дуэт прекратил своё существование.
С 1987 года работал в дуэте с партнёршей Татьяной Владимировной Латышевой (в 1987 работала в маске уборщицы, с 1988 в маске девочки-Мальвины). От Всесоюзного объединения «Союзгосцирк», а также (с 1990 года) от Всесоюзного театрально-концертного объединения «Центр эксцентрики» им. Жеромского работали по всему Союзу и за рубежом: Колумбия, Мексика, Венесуэла, Эквадор, Индия, Тайвань.
С 1995 года — соло-клоун и соло-эквилибрист с авторским репертуаром.
В 2002 году получил звание заслуженного артиста России. Был на гастролях с театром в Марокко, Пакистане, Израиле, КНР, в странах СНГ и Балтии. Артист Московского театра иллюзии до 2016 года.
Скончался 13 октября 2021 года. Похоронен на Троекуровском кладбище.

## Награды и звания
- 1981 год — Хельсинки. «Финляндия-СССР» — награда за укрепление дружбы между народами.
- 1982 год — Лауреат Всесоюзного конкурса артистов цирка в номинации «Клоунада».
- 1983 год — Токио. Телевидение Японии — приз зрительских симпатий.
- 1983 год — Токио. Кубок за укрепление дружбы между народами.
- 1985 год — Пхеньян. Правительственная награда КНДР — медаль «50 лет освобождения Кореи».
- 1992 год — Мехико — Почётное звание — «Король эквилибра»
- 2002 год — Москва. Заслуженный артист России. Почётное звание присвоено указом президента № 1126 от 4 октября 2002 года
- 2005 год — Москва. Наградной знак «За заслуги в развитии Российского цирка».
- 2009 год — Москва. Медаль «За заслуги в развитии Российского цирка».
- 2010 год — Москва. Почётная грамота «За большой вклад в развитие культуры» — министром культуры.
- 2011 год — Москва. Нагрудный знак Московского Театра Иллюзии «За творческие успехи».